# Yves Mathurin Marie Tréaudet de Querbeuf
L'abbé Yves Mathurin Marie Tréaudet de Querbeuf (1726-1799) est un jésuite et écrivain français.

## Biographie
Né à Landerneau dans l'évêché de Léon, il enseigna la rhétorique dans différents collèges. Pendant la révolution française, il émigra en 1792, et mourut en Allemagne en 1799.
Il a donné :
- une édition des lettres édifiantes et curieuses, écrites des Missions étrangères de Paris, Paris, 1780-83,
- une édition des Mémoires pour servir à l'histoire de Louis, Dauphin de France, du P. Griffet, 1777 ;
- une édition des Sermons du P. de Neuville, 1776,
- une édition des œuvres de Fénelon en 9 volumes (1787-1792), qui n'a pu être achevée.

Il possédait une riche bibliothèque qui fut confisquée pendant l'émigration et transportée à la Bibliothèque nationale.

## Source
Marie-Nicolas Bouillet  et Alexis Chassang (dir.), « Yves de Querbeuf » dans Dictionnaire universel d’histoire et de géographie, 1878 (lire sur Wikisource)